# Бакиров, Александр Александрович
Александр Александрович (Абдулхалат Абдуллатыпович) Бакиров (тат. Габделәхәт Бәкерев; 18 февраля [2 марта] 1908, Троицк, Оренбургская губерния — 18 октября 1986, Москва) — советский геолог нефти и газа, профессор, лауреат Ленинской премии (1960).

## Биография
Родился 2 марта 1908 года в городе Троицк Оренбургской губернии, по национальности татарин. Отец рано умер, поэтому с 16 лет вынужден был заботится о себе сам, для этого он отправился в Петроград трудиться на завод.
В 1930 году окончил институт ускоренной подготовки при Ленинградском горном институте, в 1940 году экстерном окончил Московский геологоразведочный институт имени С. Орджоникидзе, получил специальность «горный инженер-геолог».
Работал в 1931—1933 годах гидрогеологом Союзгеолразведки ВСНХ.
В 1933—1935 годах был заместителем начальника, начальник отдела гидрогеологии Главного геологоразведочного управления.
В 1935—1953 годах — начальник отдела Наркомтяжпрома, руководитель нефтегазовых экспедиций Миннефтепрома, заместитель директора Московского филиала Всесоюзного научно-исследовательского геологоразведочного института,
В 1953—1959 годах — заместитель начальника геологического управления Миннефтепрома.
Заведующий кафедрой Академии нефтяной промышленности (1953—1959), заведующий кафедрой теоретических основ поиска и разведки нефти и газа (1959—1978), профессор кафедры (1978—1986) МИНХ и ГП имени И. М. Губкина.
Кандидат (1945), доктор (1950) геолого-минералогических наук; профессор (1952).
Скончался 18 октября 1986 года в Москве. Похоронен на Даниловском кладбище. Памятник выполнен скульптором М. Ф. Согояном.

## Семья
Дети:
- Бакиров, Эрнест Александрович (1930—2010) — геолог, государственный деятель.
- Бакиров Юлий Александрович
- Бакиров Валерий Александрович.

## Звания и награды
Лауреат Ленинской премии 1960 года — за участие в открытии Газлинского газового месторождения.
Заслуженный деятель науки и техники РСФСР (1968), Туркменской и Узбекской ССР. Заслуженный нефтяник Узбекской ССР (1965). Дважды лауреат премии имени академика И. М. Губкина — за цикл научных работ по теме «Геологические основы прогнозирования нефтегазоносности недр» (1971, 1977). Почётный нефтяник (1969).
Награждён орденами «Знак Почёта» (1948, 1961, 1976), Трудового Красного Знамени (1954), орденом Ленина (1980), медалями.

## Публикации
Автор и соавтор 8 учебников, 17 монографий, в том числе:
- «Геологическое строение и перспективы нефтегазоносности палеозойских отложений среднерусской синеклизы» (1948);
- «Опыт изучения геологии кристаллического фундамента Русской платформы на основе опорного бурения» (1954);
- «Теоретические основы поисков и разведки скоплений нефти и газа» (1968).
- «Геологические основы прогнозирования нефтегазоносности недр» (1973);
- «О закономерностях образования и критерии поисков и разведки крупных и крупнейших местоскоплений нефти и газа» (1978);
- «Геологические условия формирования и размещения зон нефтегазонакопления» (1981)